# 1986年のアメリカンリーグチャンピオンシップシリーズ
1986年の野球において、メジャーリーグベースボール（MLB）のポストシーズンは10月7日に開幕した。アメリカンリーグの第18回リーグチャンピオンシップシリーズ（英語: 18th American League Championship Series、以下「リーグ優勝決定戦」と表記）は、同日から15日にかけて計7試合が開催された。その結果、ボストン・レッドソックス（東地区）がカリフォルニア・エンゼルス（西地区）を4勝3敗で下し、11年ぶり10回目のリーグ優勝および9回目のワールドシリーズ進出を果たした。
両球団がリーグ優勝決定戦で対戦するのはこれが初めて。この年のレギュラーシーズンでは両球団は12試合対戦し、エンゼルスが7勝5敗と勝ち越していた。エンゼルス抑え投手のドニー・ムーアはその12試合中3試合4.0イニングに登板、2セーブ・防御率0.00を記録した。しかし今シリーズでは、エンゼルスが3勝1敗とリーグ優勝に王手をかけて迎えた第5戦、1点リードの9回表二死一塁で登板してデーブ・ヘンダーソンに逆転2点本塁打を浴びると、味方打線が同点に追いついたあとの延長11回表にもヘンダーソンに勝ち越しの犠牲フライを許し、敗戦投手となった。エンゼルスが続く2試合にも連敗して逆転で優勝を逃したため、ムーアは戦犯として非難され心身に不調をきたし、1989年7月に妻を銃撃して重傷を負わせたあと自らの頭を撃ち抜いて自殺する。シリーズMVPには、第6戦で勝ち越し・決勝の適時二塁打を放つなど、7試合で打率.367・5打点・OPS.840という成績を残したレッドソックスのマーティー・バレットが選出された。しかしレッドソックスは、ワールドシリーズではナショナルリーグ王者ニューヨーク・メッツに3勝4敗で敗れ、68年ぶり6度目の優勝を逃した。
当時、リーグ優勝決定戦の第1・2・6・7戦を本拠地で開催できる "ホームフィールド・アドバンテージ" は所属地区の持ち回りで決まっており、この年は本来であればアメリカンリーグ西地区とナショナルリーグ東地区の優勝球団に与えられるはずだった。しかし実際には、アメリカンリーグ東地区とナショナルリーグ西地区の優勝球団がアドバンテージを得た。これは、ナショナルリーグ西地区優勝球団ヒューストン・アストロズの本拠地球場アストロドームが野球専用球場ではなく、アメリカンフットボールでも使用されるからである。ナショナルリーグ優勝決定戦・第4戦開催予定日の10月12日、アストロドームではNFLのヒューストン・オイラーズが試合を行うことになっていたため、同シリーズは第3～5戦の開催地を東地区優勝球団ニューヨーク・メッツの本拠地球場シェイ・スタジアムへ移さざるを得ず、アドバンテージ付与地区を入れ替えた。

## 試合結果
1986年のアメリカンリーグ優勝決定戦は10月7日に開幕し、途中に移動日を挟んで9日間で7試合が行われた。日程・結果は以下の通り。
| 日付                                                      | 試合  | ビジター球団（先攻）       | スコア | ホーム球団（後攻）         | 開催球場               | 開催球場                                   |
| --------------------------------------------------------- | ----- | -------------------------- | ------ | -------------------------- | ---------------------- | ------------------------------------------ |
| 10月07日（火）                                            | 第1戦 | カリフォルニア・エンゼルス | 8－1   | ボストン・レッドソックス   | フェンウェイ・パーク   | フェンウェイ・パークアナハイム・スタジアム |
| 10月08日（水）                                            | 第2戦 | カリフォルニア・エンゼルス | 2－9   | ボストン・レッドソックス   | フェンウェイ・パーク   | フェンウェイ・パークアナハイム・スタジアム |
| 10月09日（木）                                            |       | 移動日                     | 移動日 | 移動日                     |                        | フェンウェイ・パークアナハイム・スタジアム |
| 10月10日（金）                                            | 第3戦 | ボストン・レッドソックス   | 3－5   | カリフォルニア・エンゼルス | アナハイム・スタジアム | フェンウェイ・パークアナハイム・スタジアム |
| 10月11日（土）                                            | 第4戦 | ボストン・レッドソックス   | 3－4x  | カリフォルニア・エンゼルス | アナハイム・スタジアム | フェンウェイ・パークアナハイム・スタジアム |
| 10月12日（日）                                            | 第5戦 | ボストン・レッドソックス   | 7－6   | カリフォルニア・エンゼルス | アナハイム・スタジアム | フェンウェイ・パークアナハイム・スタジアム |
| 10月13日（月）                                            |       | 移動日                     | 移動日 | 移動日                     |                        | フェンウェイ・パークアナハイム・スタジアム |
| 10月14日（火）                                            | 第6戦 | カリフォルニア・エンゼルス | 4－10  | ボストン・レッドソックス   | フェンウェイ・パーク   | フェンウェイ・パークアナハイム・スタジアム |
| 10月15日（水）                                            | 第7戦 | カリフォルニア・エンゼルス | 1－8   | ボストン・レッドソックス   | フェンウェイ・パーク   | フェンウェイ・パークアナハイム・スタジアム |
| 優勝：ボストン・レッドソックス（4勝3敗 / 11年ぶり10度目） |       |                            |        |                            |                        | フェンウェイ・パークアナハイム・スタジアム |

### 第1戦 10月7日
- フェンウェイ・パーク（マサチューセッツ州ボストン）

|                            | 1 | 2 | 3 | 4 | 5 | 6 | 7 | 8 | 9 | R | H  | E |
| -------------------------- | - | - | - | - | - | - | - | - | - | - | -- | - |
| カリフォルニア・エンゼルス | 0 | 4 | 1 | 0 | 0 | 0 | 0 | 3 | 0 | 8 | 11 | 0 |
| ボストン・レッドソックス   | 0 | 0 | 0 | 0 | 0 | 1 | 0 | 0 | 0 | 1 | 5  | 1 |

1. 勝利：マイク・ウィット（1勝）
2. 敗戦：ロジャー・クレメンス（1敗）
3. 審判
［球審］ラリー・バーネット
［塁審］一塁: ラリー・マッコイ、二塁: テリー・クーニー、三塁: ニック・ブレミガン
［外審］左翼: ロッキー・ロー、右翼: リッチ・ガルシア
4. 試合開始時刻: 東部夏時間（UTC-4）午後8時30分  試合時間: 2時間52分  観客: 3万2993人
詳細: MLB.com Gameday / Baseball-Reference.com

| カリフォルニア・エンゼルス | カリフォルニア・エンゼルス | カリフォルニア・エンゼルス | カリフォルニア・エンゼルス | カリフォルニア・エンゼルス | ボストン・レッドソックス | ボストン・レッドソックス | ボストン・レッドソックス | ボストン・レッドソックス | ボストン・レッドソックス                                                                                           |
| -------------------------- | -------------------------- | -------------------------- | -------------------------- | --- | ------------------------ | ------------------------ | ------------------------ | ------------------------ | --- |
| 打順                       | 守備                       | 選手                       | 打席                       | M・ウィットB・ブーンW・ジョイナーR・ウィルフォングD・デシンセイD・スコー · フィールドB・ダウニングG・ペティスR・ジョーンズR・ジャクソン | 打順                     | 守備                     | 選手                     | 打席                     | R・クレメンスR・ゲドマンB・バックナーM・バレットW・ボッグスS・オーウェンJ・ライスT・アーマスD・エバンスD・ベイラー |
| 1                          | 右                         | R・ジョーンズ              | 左                         | M・ウィットB・ブーンW・ジョイナーR・ウィルフォングD・デシンセイD・スコー · フィールドB・ダウニングG・ペティスR・ジョーンズR・ジャクソン | 1                        | 三                       | W・ボッグス              | 左                       | R・クレメンスR・ゲドマンB・バックナーM・バレットW・ボッグスS・オーウェンJ・ライスT・アーマスD・エバンスD・ベイラー |
| 2                          | 一                         | W・ジョイナー              | 左                         | M・ウィットB・ブーンW・ジョイナーR・ウィルフォングD・デシンセイD・スコー · フィールドB・ダウニングG・ペティスR・ジョーンズR・ジャクソン | 2                        | 二                       | M・バレット              | 右                       | R・クレメンスR・ゲドマンB・バックナーM・バレットW・ボッグスS・オーウェンJ・ライスT・アーマスD・エバンスD・ベイラー |
| 3                          | 左                         | B・ダウニング              | 右                         | M・ウィットB・ブーンW・ジョイナーR・ウィルフォングD・デシンセイD・スコー · フィールドB・ダウニングG・ペティスR・ジョーンズR・ジャクソン | 3                        | 一                       | B・バックナー            | 左                       | R・クレメンスR・ゲドマンB・バックナーM・バレットW・ボッグスS・オーウェンJ・ライスT・アーマスD・エバンスD・ベイラー |
| 4                          | DH                         | R・ジャクソン              | 左                         | M・ウィットB・ブーンW・ジョイナーR・ウィルフォングD・デシンセイD・スコー · フィールドB・ダウニングG・ペティスR・ジョーンズR・ジャクソン | 4                        | 左                       | J・ライス                | 右                       | R・クレメンスR・ゲドマンB・バックナーM・バレットW・ボッグスS・オーウェンJ・ライスT・アーマスD・エバンスD・ベイラー |
| 5                          | 三                         | D・デシンセイ              | 右                         | M・ウィットB・ブーンW・ジョイナーR・ウィルフォングD・デシンセイD・スコー · フィールドB・ダウニングG・ペティスR・ジョーンズR・ジャクソン | 5                        | DH                       | D・ベイラー              | 右                       | R・クレメンスR・ゲドマンB・バックナーM・バレットW・ボッグスS・オーウェンJ・ライスT・アーマスD・エバンスD・ベイラー |
| 6                          | 二                         | R・ウィルフォング          | 左                         | M・ウィットB・ブーンW・ジョイナーR・ウィルフォングD・デシンセイD・スコー · フィールドB・ダウニングG・ペティスR・ジョーンズR・ジャクソン | 6                        | 右                       | D・エバンス              | 右                       | R・クレメンスR・ゲドマンB・バックナーM・バレットW・ボッグスS・オーウェンJ・ライスT・アーマスD・エバンスD・ベイラー |
| 7                          | 遊                         | D・スコーフィールド        | 右                         | M・ウィットB・ブーンW・ジョイナーR・ウィルフォングD・デシンセイD・スコー · フィールドB・ダウニングG・ペティスR・ジョーンズR・ジャクソン | 7                        | 捕                       | R・ゲドマン              | 左                       | R・クレメンスR・ゲドマンB・バックナーM・バレットW・ボッグスS・オーウェンJ・ライスT・アーマスD・エバンスD・ベイラー |
| 8                          | 捕                         | B・ブーン                  | 右                         | M・ウィットB・ブーンW・ジョイナーR・ウィルフォングD・デシンセイD・スコー · フィールドB・ダウニングG・ペティスR・ジョーンズR・ジャクソン | 8                        | 中                       | T・アーマス              | 右                       | R・クレメンスR・ゲドマンB・バックナーM・バレットW・ボッグスS・オーウェンJ・ライスT・アーマスD・エバンスD・ベイラー |
| 9                          | 中                         | G・ペティス                | 両                         | M・ウィットB・ブーンW・ジョイナーR・ウィルフォングD・デシンセイD・スコー · フィールドB・ダウニングG・ペティスR・ジョーンズR・ジャクソン | 9                        | 遊                       | S・オーウェン            | 両                       | R・クレメンスR・ゲドマンB・バックナーM・バレットW・ボッグスS・オーウェンJ・ライスT・アーマスD・エバンスD・ベイラー |
| 先発投手                   | 先発投手                   | 先発投手                   | 投球                       | M・ウィットB・ブーンW・ジョイナーR・ウィルフォングD・デシンセイD・スコー · フィールドB・ダウニングG・ペティスR・ジョーンズR・ジャクソン | 先発投手                 | 先発投手                 | 先発投手                 | 投球                     | R・クレメンスR・ゲドマンB・バックナーM・バレットW・ボッグスS・オーウェンJ・ライスT・アーマスD・エバンスD・ベイラー |
| M・ウィット                | M・ウィット                | M・ウィット                | 右                         | M・ウィットB・ブーンW・ジョイナーR・ウィルフォングD・デシンセイD・スコー · フィールドB・ダウニングG・ペティスR・ジョーンズR・ジャクソン | R・クレメンス            | R・クレメンス            | R・クレメンス            | 右                       | R・クレメンスR・ゲドマンB・バックナーM・バレットW・ボッグスS・オーウェンJ・ライスT・アーマスD・エバンスD・ベイラー |

### 第2戦 10月8日
- フェンウェイ・パーク（マサチューセッツ州ボストン）

|                            | 1 | 2 | 3 | 4 | 5 | 6 | 7 | 8 | 9 | R | H  | E |
| -------------------------- | - | - | - | - | - | - | - | - | - | - | -- | - |
| カリフォルニア・エンゼルス | 0 | 0 | 0 | 1 | 1 | 0 | 0 | 0 | 0 | 1 | 11 | 3 |
| ボストン・レッドソックス   | 1 | 1 | 0 | 0 | 1 | 0 | 3 | 3 | X | 9 | 13 | 2 |

1. 勝利：ブルース・ハースト（1勝）
2. 敗戦：カーク・マッカスキル（1敗）
3. 本塁打
CAL：ウォーリー・ジョイナー1号ソロ
BOS：ジム・ライス1号2ラン
4. 審判
［球審］ラリー・マッコイ
［塁審］一塁: テリー・クーニー、二塁: ニック・ブレミガン、三塁: ロッキー・ロー
［外審］左翼: リッチ・ガルシア、右翼: ラリー・バーネット
5. 試合開始時刻: 東部夏時間（UTC-4）午後3時5分  試合時間: 2時間47分  観客: 3万2786人
詳細: MLB.com Gameday / Baseball-Reference.com

| カリフォルニア・エンゼルス | カリフォルニア・エンゼルス | カリフォルニア・エンゼルス | カリフォルニア・エンゼルス | カリフォルニア・エンゼルス | ボストン・レッドソックス | ボストン・レッドソックス | ボストン・レッドソックス | ボストン・レッドソックス | ボストン・レッドソックス                                                                                         |
| -------------------------- | -------------------------- | -------------------------- | -------------------------- | --- | ------------------------ | ------------------------ | ------------------------ | ------------------------ | --- |
| 打順                       | 守備                       | 選手                       | 打席                       | K・マッカスキルB・ブーンW・ジョイナーB・グリッチD・デシンセイD・スコー · フィールドB・ダウニングG・ペティスG・ヘンドリックR・バールソン | 打順                     | 守備                     | 選手                     | 打席                     | B・ハーストR・ゲドマンB・バックナーM・バレットW・ボッグスS・オーウェンJ・ライスT・アーマスD・エバンスD・ベイラー |
| 1                          | DH                         | R・バールソン              | 右                         | K・マッカスキルB・ブーンW・ジョイナーB・グリッチD・デシンセイD・スコー · フィールドB・ダウニングG・ペティスG・ヘンドリックR・バールソン | 1                        | 三                       | W・ボッグス              | 左                       | B・ハーストR・ゲドマンB・バックナーM・バレットW・ボッグスS・オーウェンJ・ライスT・アーマスD・エバンスD・ベイラー |
| 2                          | 一                         | W・ジョイナー              | 左                         | K・マッカスキルB・ブーンW・ジョイナーB・グリッチD・デシンセイD・スコー · フィールドB・ダウニングG・ペティスG・ヘンドリックR・バールソン | 2                        | 二                       | M・バレット              | 右                       | B・ハーストR・ゲドマンB・バックナーM・バレットW・ボッグスS・オーウェンJ・ライスT・アーマスD・エバンスD・ベイラー |
| 3                          | 左                         | B・ダウニング              | 右                         | K・マッカスキルB・ブーンW・ジョイナーB・グリッチD・デシンセイD・スコー · フィールドB・ダウニングG・ペティスG・ヘンドリックR・バールソン | 3                        | 一                       | B・バックナー            | 左                       | B・ハーストR・ゲドマンB・バックナーM・バレットW・ボッグスS・オーウェンJ・ライスT・アーマスD・エバンスD・ベイラー |
| 4                          | 三                         | D・デシンセイ              | 右                         | K・マッカスキルB・ブーンW・ジョイナーB・グリッチD・デシンセイD・スコー · フィールドB・ダウニングG・ペティスG・ヘンドリックR・バールソン | 4                        | 左                       | J・ライス                | 右                       | B・ハーストR・ゲドマンB・バックナーM・バレットW・ボッグスS・オーウェンJ・ライスT・アーマスD・エバンスD・ベイラー |
| 5                          | 右                         | G・ヘンドリック            | 右                         | K・マッカスキルB・ブーンW・ジョイナーB・グリッチD・デシンセイD・スコー · フィールドB・ダウニングG・ペティスG・ヘンドリックR・バールソン | 5                        | DH                       | D・ベイラー              | 右                       | B・ハーストR・ゲドマンB・バックナーM・バレットW・ボッグスS・オーウェンJ・ライスT・アーマスD・エバンスD・ベイラー |
| 6                          | 二                         | B・グリッチ                | 右                         | K・マッカスキルB・ブーンW・ジョイナーB・グリッチD・デシンセイD・スコー · フィールドB・ダウニングG・ペティスG・ヘンドリックR・バールソン | 6                        | 右                       | D・エバンス              | 右                       | B・ハーストR・ゲドマンB・バックナーM・バレットW・ボッグスS・オーウェンJ・ライスT・アーマスD・エバンスD・ベイラー |
| 7                          | 遊                         | D・スコーフィールド        | 右                         | K・マッカスキルB・ブーンW・ジョイナーB・グリッチD・デシンセイD・スコー · フィールドB・ダウニングG・ペティスG・ヘンドリックR・バールソン | 7                        | 捕                       | R・ゲドマン              | 左                       | B・ハーストR・ゲドマンB・バックナーM・バレットW・ボッグスS・オーウェンJ・ライスT・アーマスD・エバンスD・ベイラー |
| 8                          | 捕                         | B・ブーン                  | 右                         | K・マッカスキルB・ブーンW・ジョイナーB・グリッチD・デシンセイD・スコー · フィールドB・ダウニングG・ペティスG・ヘンドリックR・バールソン | 8                        | 中                       | T・アーマス              | 右                       | B・ハーストR・ゲドマンB・バックナーM・バレットW・ボッグスS・オーウェンJ・ライスT・アーマスD・エバンスD・ベイラー |
| 9                          | 中                         | G・ペティス                | 両                         | K・マッカスキルB・ブーンW・ジョイナーB・グリッチD・デシンセイD・スコー · フィールドB・ダウニングG・ペティスG・ヘンドリックR・バールソン | 9                        | 遊                       | S・オーウェン            | 両                       | B・ハーストR・ゲドマンB・バックナーM・バレットW・ボッグスS・オーウェンJ・ライスT・アーマスD・エバンスD・ベイラー |
| 先発投手                   | 先発投手                   | 先発投手                   | 投球                       | K・マッカスキルB・ブーンW・ジョイナーB・グリッチD・デシンセイD・スコー · フィールドB・ダウニングG・ペティスG・ヘンドリックR・バールソン | 先発投手                 | 先発投手                 | 先発投手                 | 投球                     | B・ハーストR・ゲドマンB・バックナーM・バレットW・ボッグスS・オーウェンJ・ライスT・アーマスD・エバンスD・ベイラー |
| K・マッカスキル            | K・マッカスキル            | K・マッカスキル            | 右                         | K・マッカスキルB・ブーンW・ジョイナーB・グリッチD・デシンセイD・スコー · フィールドB・ダウニングG・ペティスG・ヘンドリックR・バールソン | B・ハースト              | B・ハースト              | B・ハースト              | 左                       | B・ハーストR・ゲドマンB・バックナーM・バレットW・ボッグスS・オーウェンJ・ライスT・アーマスD・エバンスD・ベイラー |

### 第3戦 10月10日
- アナハイム・スタジアム（カリフォルニア州アナハイム）

|                            | 1 | 2 | 3 | 4 | 5 | 6 | 7 | 8 | 9 | R | H | E |
| -------------------------- | - | - | - | - | - | - | - | - | - | - | - | - |
| ボストン・レッドソックス   | 0 | 1 | 0 | 0 | 0 | 0 | 0 | 2 | 0 | 3 | 9 | 1 |
| カリフォルニア・エンゼルス | 0 | 0 | 0 | 0 | 0 | 1 | 3 | 1 | X | 5 | 8 | 0 |

1. 勝利：ジョン・キャンデラリア（1勝）
2. セーブ：ドニー・ムーア（1S）
3. 敗戦：オイルカン・ボイド（1敗）
4. 本塁打
CAL：ディック・スコーフィールド1号ソロ、ゲイリー・ペティス1号2ラン
5. 審判
［球審］テリー・クーニー
［塁審］一塁: ニック・ブレミガン、二塁: ロッキー・ロー、三塁: リッチ・ガルシア
［外審］左翼: ラリー・バーネット、右翼: ラリー・マッコイ
6. 試合開始時刻: 太平洋夏時間（UTC-7）午後5時25分  試合時間: 2時間48分  観客: 6万4206人
詳細: MLB.com Gameday / Baseball-Reference.com

| ボストン・レッドソックス | ボストン・レッドソックス | ボストン・レッドソックス | ボストン・レッドソックス | ボストン・レッドソックス                                                                                       | カリフォルニア・エンゼルス | カリフォルニア・エンゼルス | カリフォルニア・エンゼルス | カリフォルニア・エンゼルス | カリフォルニア・エンゼルス |
| ------------------------ | ------------------------ | ------------------------ | ------------------------ | --- | -------------------------- | -------------------------- | -------------------------- | -------------------------- | --- |
| 打順                     | 守備                     | 選手                     | 打席                     | O・ボイドR・ゲドマンB・バックナーM・バレットW・ボッグスS・オーウェンJ・ライスT・アーマスD・エバンスD・ベイラー | 打順                       | 守備                       | 選手                       | 打席                       | J・キャンデラリアB・ブーンW・ジョイナーB・グリッチD・デシンセイD・スコー · フィールドB・ダウニングG・ペティスR・ジョーンズR・ジャクソン |
| 1                        | 三                       | W・ボッグス              | 左                       | O・ボイドR・ゲドマンB・バックナーM・バレットW・ボッグスS・オーウェンJ・ライスT・アーマスD・エバンスD・ベイラー | 1                          | 中                         | G・ペティス                | 両                         | J・キャンデラリアB・ブーンW・ジョイナーB・グリッチD・デシンセイD・スコー · フィールドB・ダウニングG・ペティスR・ジョーンズR・ジャクソン |
| 2                        | 二                       | M・バレット              | 右                       | O・ボイドR・ゲドマンB・バックナーM・バレットW・ボッグスS・オーウェンJ・ライスT・アーマスD・エバンスD・ベイラー | 2                          | 一                         | W・ジョイナー              | 左                         | J・キャンデラリアB・ブーンW・ジョイナーB・グリッチD・デシンセイD・スコー · フィールドB・ダウニングG・ペティスR・ジョーンズR・ジャクソン |
| 3                        | 一                       | B・バックナー            | 左                       | O・ボイドR・ゲドマンB・バックナーM・バレットW・ボッグスS・オーウェンJ・ライスT・アーマスD・エバンスD・ベイラー | 3                          | 左                         | B・ダウニング              | 右                         | J・キャンデラリアB・ブーンW・ジョイナーB・グリッチD・デシンセイD・スコー · フィールドB・ダウニングG・ペティスR・ジョーンズR・ジャクソン |
| 4                        | 左                       | J・ライス                | 右                       | O・ボイドR・ゲドマンB・バックナーM・バレットW・ボッグスS・オーウェンJ・ライスT・アーマスD・エバンスD・ベイラー | 4                          | DH                         | R・ジャクソン              | 左                         | J・キャンデラリアB・ブーンW・ジョイナーB・グリッチD・デシンセイD・スコー · フィールドB・ダウニングG・ペティスR・ジョーンズR・ジャクソン |
| 5                        | DH                       | D・ベイラー              | 右                       | O・ボイドR・ゲドマンB・バックナーM・バレットW・ボッグスS・オーウェンJ・ライスT・アーマスD・エバンスD・ベイラー | 5                          | 三                         | D・デシンセイ              | 右                         | J・キャンデラリアB・ブーンW・ジョイナーB・グリッチD・デシンセイD・スコー · フィールドB・ダウニングG・ペティスR・ジョーンズR・ジャクソン |
| 6                        | 右                       | D・エバンス              | 右                       | O・ボイドR・ゲドマンB・バックナーM・バレットW・ボッグスS・オーウェンJ・ライスT・アーマスD・エバンスD・ベイラー | 6                          | 右                         | R・ジョーンズ              | 左                         | J・キャンデラリアB・ブーンW・ジョイナーB・グリッチD・デシンセイD・スコー · フィールドB・ダウニングG・ペティスR・ジョーンズR・ジャクソン |
| 7                        | 捕                       | R・ゲドマン              | 左                       | O・ボイドR・ゲドマンB・バックナーM・バレットW・ボッグスS・オーウェンJ・ライスT・アーマスD・エバンスD・ベイラー | 7                          | 二                         | B・グリッチ                | 右                         | J・キャンデラリアB・ブーンW・ジョイナーB・グリッチD・デシンセイD・スコー · フィールドB・ダウニングG・ペティスR・ジョーンズR・ジャクソン |
| 8                        | 中                       | T・アーマス              | 右                       | O・ボイドR・ゲドマンB・バックナーM・バレットW・ボッグスS・オーウェンJ・ライスT・アーマスD・エバンスD・ベイラー | 8                          | 遊                         | D・スコーフィールド        | 右                         | J・キャンデラリアB・ブーンW・ジョイナーB・グリッチD・デシンセイD・スコー · フィールドB・ダウニングG・ペティスR・ジョーンズR・ジャクソン |
| 9                        | 遊                       | S・オーウェン            | 両                       | O・ボイドR・ゲドマンB・バックナーM・バレットW・ボッグスS・オーウェンJ・ライスT・アーマスD・エバンスD・ベイラー | 9                          | 捕                         | B・ブーン                  | 右                         | J・キャンデラリアB・ブーンW・ジョイナーB・グリッチD・デシンセイD・スコー · フィールドB・ダウニングG・ペティスR・ジョーンズR・ジャクソン |
| 先発投手                 | 先発投手                 | 先発投手                 | 投球                     | O・ボイドR・ゲドマンB・バックナーM・バレットW・ボッグスS・オーウェンJ・ライスT・アーマスD・エバンスD・ベイラー | 先発投手                   | 先発投手                   | 先発投手                   | 投球                       | J・キャンデラリアB・ブーンW・ジョイナーB・グリッチD・デシンセイD・スコー · フィールドB・ダウニングG・ペティスR・ジョーンズR・ジャクソン |
| O・ボイド                | O・ボイド                | O・ボイド                | 右                       | O・ボイドR・ゲドマンB・バックナーM・バレットW・ボッグスS・オーウェンJ・ライスT・アーマスD・エバンスD・ベイラー | J・キャンデラリア          | J・キャンデラリア          | J・キャンデラリア          | 左                         | J・キャンデラリアB・ブーンW・ジョイナーB・グリッチD・デシンセイD・スコー · フィールドB・ダウニングG・ペティスR・ジョーンズR・ジャクソン |

### 第4戦 10月11日
- アナハイム・スタジアム（カリフォルニア州アナハイム）

|                            | 1 | 2 | 3 | 4 | 5 | 6 | 7 | 8 | 9 | 10 | 11 | R | H  | E |
| -------------------------- | - | - | - | - | - | - | - | - | - | -- | -- | - | -- | - |
| ボストン・レッドソックス   | 0 | 0 | 0 | 0 | 0 | 1 | 0 | 2 | 0 | 0  | 0  | 3 | 6  | 1 |
| カリフォルニア・エンゼルス | 0 | 0 | 0 | 0 | 0 | 0 | 0 | 0 | 3 | 0  | 1x | 4 | 11 | 2 |

1. 勝利：ダグ・コーベット（1勝）
2. 敗戦：カルビン・シラルディ（1敗）
3. 本塁打
CAL：ダグ・デシンセイ1号ソロ
4. 審判
［球審］ニック・ブレミガン
［塁審］一塁: ロッキー・ロー、二塁: リッチ・ガルシア、三塁: ラリー・バーネット
［外審］左翼: ラリー・マッコイ、右翼: テリー・クーニー
5. 試合開始時刻: 太平洋夏時間（UTC-7）午後5時25分  試合時間: 3時間50分  観客: 6万4223人
詳細: MLB.com Gameday / Baseball-Reference.com

| ボストン・レッドソックス | ボストン・レッドソックス | ボストン・レッドソックス | ボストン・レッドソックス | ボストン・レッドソックス                                                                                           | カリフォルニア・エンゼルス | カリフォルニア・エンゼルス | カリフォルニア・エンゼルス | カリフォルニア・エンゼルス | カリフォルニア・エンゼルス |
| ------------------------ | ------------------------ | ------------------------ | ------------------------ | --- | -------------------------- | -------------------------- | -------------------------- | -------------------------- | --- |
| 打順                     | 守備                     | 選手                     | 打席                     | R・クレメンスR・ゲドマンB・バックナーM・バレットW・ボッグスS・オーウェンJ・ライスT・アーマスD・エバンスD・ベイラー | 打順                       | 守備                       | 選手                       | 打席                       | D・サットンB・ブーンG・ヘンド · リックB・グリッチD・デシンセイD・スコー · フィールドB・ダウニングG・ペティスR・ジョーンズR・ジャクソン |
| 1                        | 三                       | W・ボッグス              | 左                       | R・クレメンスR・ゲドマンB・バックナーM・バレットW・ボッグスS・オーウェンJ・ライスT・アーマスD・エバンスD・ベイラー | 1                          | 右                         | R・ジョーンズ              | 左                         | D・サットンB・ブーンG・ヘンド · リックB・グリッチD・デシンセイD・スコー · フィールドB・ダウニングG・ペティスR・ジョーンズR・ジャクソン |
| 2                        | 二                       | M・バレット              | 右                       | R・クレメンスR・ゲドマンB・バックナーM・バレットW・ボッグスS・オーウェンJ・ライスT・アーマスD・エバンスD・ベイラー | 2                          | 二                         | B・グリッチ                | 右                         | D・サットンB・ブーンG・ヘンド · リックB・グリッチD・デシンセイD・スコー · フィールドB・ダウニングG・ペティスR・ジョーンズR・ジャクソン |
| 3                        | 一                       | B・バックナー            | 左                       | R・クレメンスR・ゲドマンB・バックナーM・バレットW・ボッグスS・オーウェンJ・ライスT・アーマスD・エバンスD・ベイラー | 3                          | 左                         | B・ダウニング              | 右                         | D・サットンB・ブーンG・ヘンド · リックB・グリッチD・デシンセイD・スコー · フィールドB・ダウニングG・ペティスR・ジョーンズR・ジャクソン |
| 4                        | 左                       | J・ライス                | 右                       | R・クレメンスR・ゲドマンB・バックナーM・バレットW・ボッグスS・オーウェンJ・ライスT・アーマスD・エバンスD・ベイラー | 4                          | DH                         | R・ジャクソン              | 左                         | D・サットンB・ブーンG・ヘンド · リックB・グリッチD・デシンセイD・スコー · フィールドB・ダウニングG・ペティスR・ジョーンズR・ジャクソン |
| 5                        | DH                       | D・ベイラー              | 右                       | R・クレメンスR・ゲドマンB・バックナーM・バレットW・ボッグスS・オーウェンJ・ライスT・アーマスD・エバンスD・ベイラー | 5                          | 三                         | D・デシンセイ              | 右                         | D・サットンB・ブーンG・ヘンド · リックB・グリッチD・デシンセイD・スコー · フィールドB・ダウニングG・ペティスR・ジョーンズR・ジャクソン |
| 6                        | 右                       | D・エバンス              | 右                       | R・クレメンスR・ゲドマンB・バックナーM・バレットW・ボッグスS・オーウェンJ・ライスT・アーマスD・エバンスD・ベイラー | 6                          | 一                         | G・ヘンドリック            | 右                         | D・サットンB・ブーンG・ヘンド · リックB・グリッチD・デシンセイD・スコー · フィールドB・ダウニングG・ペティスR・ジョーンズR・ジャクソン |
| 7                        | 捕                       | R・ゲドマン              | 左                       | R・クレメンスR・ゲドマンB・バックナーM・バレットW・ボッグスS・オーウェンJ・ライスT・アーマスD・エバンスD・ベイラー | 7                          | 遊                         | D・スコーフィールド        | 右                         | D・サットンB・ブーンG・ヘンド · リックB・グリッチD・デシンセイD・スコー · フィールドB・ダウニングG・ペティスR・ジョーンズR・ジャクソン |
| 8                        | 中                       | T・アーマス              | 右                       | R・クレメンスR・ゲドマンB・バックナーM・バレットW・ボッグスS・オーウェンJ・ライスT・アーマスD・エバンスD・ベイラー | 8                          | 捕                         | B・ブーン                  | 右                         | D・サットンB・ブーンG・ヘンド · リックB・グリッチD・デシンセイD・スコー · フィールドB・ダウニングG・ペティスR・ジョーンズR・ジャクソン |
| 9                        | 遊                       | S・オーウェン            | 両                       | R・クレメンスR・ゲドマンB・バックナーM・バレットW・ボッグスS・オーウェンJ・ライスT・アーマスD・エバンスD・ベイラー | 9                          | 中                         | G・ペティス                | 両                         | D・サットンB・ブーンG・ヘンド · リックB・グリッチD・デシンセイD・スコー · フィールドB・ダウニングG・ペティスR・ジョーンズR・ジャクソン |
| 先発投手                 | 先発投手                 | 先発投手                 | 投球                     | R・クレメンスR・ゲドマンB・バックナーM・バレットW・ボッグスS・オーウェンJ・ライスT・アーマスD・エバンスD・ベイラー | 先発投手                   | 先発投手                   | 先発投手                   | 投球                       | D・サットンB・ブーンG・ヘンド · リックB・グリッチD・デシンセイD・スコー · フィールドB・ダウニングG・ペティスR・ジョーンズR・ジャクソン |
| R・クレメンス            | R・クレメンス            | R・クレメンス            | 右                       | R・クレメンスR・ゲドマンB・バックナーM・バレットW・ボッグスS・オーウェンJ・ライスT・アーマスD・エバンスD・ベイラー | D・サットン                | D・サットン                | D・サットン                | 右                         | D・サットンB・ブーンG・ヘンド · リックB・グリッチD・デシンセイD・スコー · フィールドB・ダウニングG・ペティスR・ジョーンズR・ジャクソン |

### 第5戦 10月12日
- アナハイム・スタジアム（カリフォルニア州アナハイム）

|                            | 1 | 2 | 3 | 4 | 5 | 6 | 7 | 8 | 9 | 10 | 11 | R | H  | E |
| -------------------------- | - | - | - | - | - | - | - | - | - | -- | -- | - | -- | - |
| ボストン・レッドソックス   | 0 | 2 | 0 | 0 | 0 | 0 | 0 | 0 | 4 | 0  | 1  | 7 | 12 | 0 |
| カリフォルニア・エンゼルス | 0 | 0 | 1 | 0 | 0 | 2 | 2 | 0 | 1 | 0  | 0  | 6 | 13 | 0 |

1. 勝利：スティーブ・クロフォード（1勝）
2. セーブ：カルビン・シラルディ（1敗1S）
3. 敗戦：ドニー・ムーア（1敗1S）
4. 本塁打
BOS：リッチ・ゲドマン1号2ラン、ドン・ベイラー1号2ラン、デーブ・ヘンダーソン1号2ラン
CAL：ボブ・ブーン1号ソロ、ボビー・グリッチ1号2ラン
5. 審判
［球審］ロッキー・ロー
［塁審］一塁: リッチ・ガルシア、二塁: ラリー・バーネット、三塁: ラリー・マッコイ
［外審］左翼: テリー・クーニー、右翼: ニック・ブレミガン
6. 試合開始時刻: 太平洋夏時間（UTC-7）午後0時5分  試合時間: 3時間54分  観客: 6万4223人  気温: 80°F（26.7°C）
詳細: MLB.com Gameday / Baseball-Reference.com

| ボストン・レッドソックス | ボストン・レッドソックス | ボストン・レッドソックス | ボストン・レッドソックス | ボストン・レッドソックス                                                                                         | カリフォルニア・エンゼルス | カリフォルニア・エンゼルス | カリフォルニア・エンゼルス | カリフォルニア・エンゼルス | カリフォルニア・エンゼルス |
| ------------------------ | ------------------------ | ------------------------ | ------------------------ | --- | -------------------------- | -------------------------- | -------------------------- | -------------------------- | --- |
| 打順                     | 守備                     | 選手                     | 打席                     | B・ハーストR・ゲドマンB・バックナーM・バレットW・ボッグスS・オーウェンJ・ライスT・アーマスD・エバンスD・ベイラー | 打順                       | 守備                       | 選手                       | 打席                       | M・ウィットB・ブーンB・グリッチR・バールソンD・デシンセイD・スコー · フィールドB・ダウニングG・ペティスG・ヘンドリックR・ジャクソン |
| 1                        | 三                       | W・ボッグス              | 左                       | B・ハーストR・ゲドマンB・バックナーM・バレットW・ボッグスS・オーウェンJ・ライスT・アーマスD・エバンスD・ベイラー | 1                          | 二                         | R・バールソン              | 右                         | M・ウィットB・ブーンB・グリッチR・バールソンD・デシンセイD・スコー · フィールドB・ダウニングG・ペティスG・ヘンドリックR・ジャクソン |
| 2                        | 二                       | M・バレット              | 右                       | B・ハーストR・ゲドマンB・バックナーM・バレットW・ボッグスS・オーウェンJ・ライスT・アーマスD・エバンスD・ベイラー | 2                          | 遊                         | D・スコーフィールド        | 右                         | M・ウィットB・ブーンB・グリッチR・バールソンD・デシンセイD・スコー · フィールドB・ダウニングG・ペティスG・ヘンドリックR・ジャクソン |
| 3                        | 一                       | B・バックナー            | 左                       | B・ハーストR・ゲドマンB・バックナーM・バレットW・ボッグスS・オーウェンJ・ライスT・アーマスD・エバンスD・ベイラー | 3                          | 左                         | B・ダウニング              | 右                         | M・ウィットB・ブーンB・グリッチR・バールソンD・デシンセイD・スコー · フィールドB・ダウニングG・ペティスG・ヘンドリックR・ジャクソン |
| 4                        | 左                       | J・ライス                | 右                       | B・ハーストR・ゲドマンB・バックナーM・バレットW・ボッグスS・オーウェンJ・ライスT・アーマスD・エバンスD・ベイラー | 4                          | 三                         | D・デシンセイ              | 右                         | M・ウィットB・ブーンB・グリッチR・バールソンD・デシンセイD・スコー · フィールドB・ダウニングG・ペティスG・ヘンドリックR・ジャクソン |
| 5                        | DH                       | D・ベイラー              | 右                       | B・ハーストR・ゲドマンB・バックナーM・バレットW・ボッグスS・オーウェンJ・ライスT・アーマスD・エバンスD・ベイラー | 5                          | 一                         | B・グリッチ                | 右                         | M・ウィットB・ブーンB・グリッチR・バールソンD・デシンセイD・スコー · フィールドB・ダウニングG・ペティスG・ヘンドリックR・ジャクソン |
| 6                        | 右                       | D・エバンス              | 右                       | B・ハーストR・ゲドマンB・バックナーM・バレットW・ボッグスS・オーウェンJ・ライスT・アーマスD・エバンスD・ベイラー | 6                          | DH                         | R・ジャクソン              | 左                         | M・ウィットB・ブーンB・グリッチR・バールソンD・デシンセイD・スコー · フィールドB・ダウニングG・ペティスG・ヘンドリックR・ジャクソン |
| 7                        | 捕                       | R・ゲドマン              | 左                       | B・ハーストR・ゲドマンB・バックナーM・バレットW・ボッグスS・オーウェンJ・ライスT・アーマスD・エバンスD・ベイラー | 7                          | 右                         | G・ヘンドリック            | 右                         | M・ウィットB・ブーンB・グリッチR・バールソンD・デシンセイD・スコー · フィールドB・ダウニングG・ペティスG・ヘンドリックR・ジャクソン |
| 8                        | 中                       | T・アーマス              | 右                       | B・ハーストR・ゲドマンB・バックナーM・バレットW・ボッグスS・オーウェンJ・ライスT・アーマスD・エバンスD・ベイラー | 8                          | 捕                         | B・ブーン                  | 右                         | M・ウィットB・ブーンB・グリッチR・バールソンD・デシンセイD・スコー · フィールドB・ダウニングG・ペティスG・ヘンドリックR・ジャクソン |
| 9                        | 遊                       | S・オーウェン            | 両                       | B・ハーストR・ゲドマンB・バックナーM・バレットW・ボッグスS・オーウェンJ・ライスT・アーマスD・エバンスD・ベイラー | 9                          | 中                         | G・ペティス                | 両                         | M・ウィットB・ブーンB・グリッチR・バールソンD・デシンセイD・スコー · フィールドB・ダウニングG・ペティスG・ヘンドリックR・ジャクソン |
| 先発投手                 | 先発投手                 | 先発投手                 | 投球                     | B・ハーストR・ゲドマンB・バックナーM・バレットW・ボッグスS・オーウェンJ・ライスT・アーマスD・エバンスD・ベイラー | 先発投手                   | 先発投手                   | 先発投手                   | 投球                       | M・ウィットB・ブーンB・グリッチR・バールソンD・デシンセイD・スコー · フィールドB・ダウニングG・ペティスG・ヘンドリックR・ジャクソン |
| B・ハースト              | B・ハースト              | B・ハースト              | 左                       | B・ハーストR・ゲドマンB・バックナーM・バレットW・ボッグスS・オーウェンJ・ライスT・アーマスD・エバンスD・ベイラー | M・ウィット                | M・ウィット                | M・ウィット                | 右                         | M・ウィットB・ブーンB・グリッチR・バールソンD・デシンセイD・スコー · フィールドB・ダウニングG・ペティスG・ヘンドリックR・ジャクソン |

### 第6戦 10月14日
- フェンウェイ・パーク（マサチューセッツ州ボストン）

|                            | 1 | 2 | 3 | 4 | 5 | 6 | 7 | 8 | 9 | R  | H  | E |
| -------------------------- | - | - | - | - | - | - | - | - | - | -- | -- | - |
| カリフォルニア・エンゼルス | 2 | 0 | 0 | 0 | 0 | 0 | 1 | 1 | 0 | 4  | 11 | 1 |
| ボストン・レッドソックス   | 2 | 0 | 5 | 0 | 1 | 0 | 2 | 0 | X | 10 | 16 | 1 |

1. 勝利：オイルカン・ボイド（1勝1敗）
2. 敗戦：カーク・マッカスキル（2敗）
3. 本塁打
CAL：ブライアン・ダウニング1号ソロ
4. 審判
［球審］リッチ・ガルシア
［塁審］一塁: ラリー・バーネット、二塁: ラリー・マッコイ、三塁: テリー・クーニー
［外審］左翼: ニック・ブレミガン、右翼: ロッキー・ロー
5. 試合開始時刻: 東部夏時間（UTC-4）午後8時25分  試合時間: 3時間23分  観客: 3万2998人
詳細: MLB.com Gameday / Baseball-Reference.com

| カリフォルニア・エンゼルス | カリフォルニア・エンゼルス | カリフォルニア・エンゼルス | カリフォルニア・エンゼルス | カリフォルニア・エンゼルス | ボストン・レッドソックス | ボストン・レッドソックス | ボストン・レッドソックス | ボストン・レッドソックス | ボストン・レッドソックス                                                                                           |
| -------------------------- | -------------------------- | -------------------------- | -------------------------- | --- | ------------------------ | ------------------------ | ------------------------ | ------------------------ | --- |
| 打順                       | 守備                       | 選手                       | 打席                       | K・マッカスキルB・ブーンB・グリッチR・ウィルフォングD・デシンセイD・スコー · フィールドB・ダウニングG・ペティスR・ジョーンズR・ジャクソン | 打順                     | 守備                     | 選手                     | 打席                     | O・ボイドR・ゲドマンB・バックナーM・バレットW・ボッグスS・オーウェンJ・ライスD・ヘンダーソンD・エバンスD・ベイラー |
| 1                          | 中                         | G・ペティス                | 両                         | K・マッカスキルB・ブーンB・グリッチR・ウィルフォングD・デシンセイD・スコー · フィールドB・ダウニングG・ペティスR・ジョーンズR・ジャクソン | 1                        | 三                       | W・ボッグス              | 左                       | O・ボイドR・ゲドマンB・バックナーM・バレットW・ボッグスS・オーウェンJ・ライスD・ヘンダーソンD・エバンスD・ベイラー |
| 2                          | 右                         | R・ジョーンズ              | 左                         | K・マッカスキルB・ブーンB・グリッチR・ウィルフォングD・デシンセイD・スコー · フィールドB・ダウニングG・ペティスR・ジョーンズR・ジャクソン | 2                        | 二                       | M・バレット              | 右                       | O・ボイドR・ゲドマンB・バックナーM・バレットW・ボッグスS・オーウェンJ・ライスD・ヘンダーソンD・エバンスD・ベイラー |
| 3                          | 左                         | B・ダウニング              | 右                         | K・マッカスキルB・ブーンB・グリッチR・ウィルフォングD・デシンセイD・スコー · フィールドB・ダウニングG・ペティスR・ジョーンズR・ジャクソン | 3                        | 一                       | B・バックナー            | 左                       | O・ボイドR・ゲドマンB・バックナーM・バレットW・ボッグスS・オーウェンJ・ライスD・ヘンダーソンD・エバンスD・ベイラー |
| 4                          | DH                         | R・ジャクソン              | 左                         | K・マッカスキルB・ブーンB・グリッチR・ウィルフォングD・デシンセイD・スコー · フィールドB・ダウニングG・ペティスR・ジョーンズR・ジャクソン | 4                        | 左                       | J・ライス                | 右                       | O・ボイドR・ゲドマンB・バックナーM・バレットW・ボッグスS・オーウェンJ・ライスD・ヘンダーソンD・エバンスD・ベイラー |
| 5                          | 三                         | D・デシンセイ              | 右                         | K・マッカスキルB・ブーンB・グリッチR・ウィルフォングD・デシンセイD・スコー · フィールドB・ダウニングG・ペティスR・ジョーンズR・ジャクソン | 5                        | DH                       | D・ベイラー              | 右                       | O・ボイドR・ゲドマンB・バックナーM・バレットW・ボッグスS・オーウェンJ・ライスD・ヘンダーソンD・エバンスD・ベイラー |
| 6                          | 遊                         | D・スコーフィールド        | 右                         | K・マッカスキルB・ブーンB・グリッチR・ウィルフォングD・デシンセイD・スコー · フィールドB・ダウニングG・ペティスR・ジョーンズR・ジャクソン | 6                        | 右                       | D・エバンス              | 右                       | O・ボイドR・ゲドマンB・バックナーM・バレットW・ボッグスS・オーウェンJ・ライスD・ヘンダーソンD・エバンスD・ベイラー |
| 7                          | 一                         | B・グリッチ                | 右                         | K・マッカスキルB・ブーンB・グリッチR・ウィルフォングD・デシンセイD・スコー · フィールドB・ダウニングG・ペティスR・ジョーンズR・ジャクソン | 7                        | 捕                       | R・ゲドマン              | 左                       | O・ボイドR・ゲドマンB・バックナーM・バレットW・ボッグスS・オーウェンJ・ライスD・ヘンダーソンD・エバンスD・ベイラー |
| 8                          | 二                         | R・ウィルフォング          | 左                         | K・マッカスキルB・ブーンB・グリッチR・ウィルフォングD・デシンセイD・スコー · フィールドB・ダウニングG・ペティスR・ジョーンズR・ジャクソン | 8                        | 中                       | D・ヘンダーソン          | 右                       | O・ボイドR・ゲドマンB・バックナーM・バレットW・ボッグスS・オーウェンJ・ライスD・ヘンダーソンD・エバンスD・ベイラー |
| 9                          | 捕                         | B・ブーン                  | 右                         | K・マッカスキルB・ブーンB・グリッチR・ウィルフォングD・デシンセイD・スコー · フィールドB・ダウニングG・ペティスR・ジョーンズR・ジャクソン | 9                        | 遊                       | S・オーウェン            | 両                       | O・ボイドR・ゲドマンB・バックナーM・バレットW・ボッグスS・オーウェンJ・ライスD・ヘンダーソンD・エバンスD・ベイラー |
| 先発投手                   | 先発投手                   | 先発投手                   | 投球                       | K・マッカスキルB・ブーンB・グリッチR・ウィルフォングD・デシンセイD・スコー · フィールドB・ダウニングG・ペティスR・ジョーンズR・ジャクソン | 先発投手                 | 先発投手                 | 先発投手                 | 投球                     | O・ボイドR・ゲドマンB・バックナーM・バレットW・ボッグスS・オーウェンJ・ライスD・ヘンダーソンD・エバンスD・ベイラー |
| K・マッカスキル            | K・マッカスキル            | K・マッカスキル            | 右                         | K・マッカスキルB・ブーンB・グリッチR・ウィルフォングD・デシンセイD・スコー · フィールドB・ダウニングG・ペティスR・ジョーンズR・ジャクソン | O・ボイド                | O・ボイド                | O・ボイド                | 右                       | O・ボイドR・ゲドマンB・バックナーM・バレットW・ボッグスS・オーウェンJ・ライスD・ヘンダーソンD・エバンスD・ベイラー |

### 第7戦 10月15日
- フェンウェイ・パーク（マサチューセッツ州ボストン）

|                            | 1 | 2 | 3 | 4 | 5 | 6 | 7 | 8 | 9 | R | H | E |
| -------------------------- | - | - | - | - | - | - | - | - | - | - | - | - |
| カリフォルニア・エンゼルス | 0 | 0 | 0 | 0 | 0 | 0 | 0 | 1 | 0 | 1 | 6 | 2 |
| ボストン・レッドソックス   | 0 | 3 | 0 | 4 | 0 | 0 | 1 | 0 | X | 8 | 8 | 1 |

1. 勝利：ロジャー・クレメンス（1勝1敗）
2. 敗戦：ジョン・キャンデラリア（1勝1敗）
3. 本塁打
BOS：ジム・ライス2号3ラン、ドワイト・エバンス1号ソロ
4. 審判
［球審］ラリー・バーネット
［塁審］一塁: ラリー・マッコイ、二塁: リッチ・ガルシア、三塁: ニック・ブレミガン
［外審］左翼: ロッキー・ロー、右翼: なし
5. 試合開始時刻: 東部夏時間（UTC-4）午後8時25分  試合時間: 2時間39分  観客: 3万3001人
詳細: MLB.com Gameday / Baseball-Reference.com

| カリフォルニア・エンゼルス | カリフォルニア・エンゼルス | カリフォルニア・エンゼルス | カリフォルニア・エンゼルス | カリフォルニア・エンゼルス | ボストン・レッドソックス | ボストン・レッドソックス | ボストン・レッドソックス | ボストン・レッドソックス | ボストン・レッドソックス                                                                                               |
| -------------------------- | -------------------------- | -------------------------- | -------------------------- | --- | ------------------------ | ------------------------ | ------------------------ | ------------------------ | --- |
| 打順                       | 守備                       | 選手                       | 打席                       | J・キャンデラリアB・ブーンB・グリッチR・ウィルフォングD・デシンセイD・スコー · フィールドB・ダウニングG・ペティスR・ジョーンズR・ジャクソン | 打順                     | 守備                     | 選手                     | 打席                     | R・クレメンスR・ゲドマンB・バックナーM・バレットW・ボッグスS・オーウェンJ・ライスD・ヘンダーソンD・エバンスD・ベイラー |
| 1                          | 右                         | R・ジョーンズ              | 左                         | J・キャンデラリアB・ブーンB・グリッチR・ウィルフォングD・デシンセイD・スコー · フィールドB・ダウニングG・ペティスR・ジョーンズR・ジャクソン | 1                        | 三                       | W・ボッグス              | 左                       | R・クレメンスR・ゲドマンB・バックナーM・バレットW・ボッグスS・オーウェンJ・ライスD・ヘンダーソンD・エバンスD・ベイラー |
| 2                          | 二                         | R・ウィルフォング          | 左                         | J・キャンデラリアB・ブーンB・グリッチR・ウィルフォングD・デシンセイD・スコー · フィールドB・ダウニングG・ペティスR・ジョーンズR・ジャクソン | 2                        | 二                       | M・バレット              | 右                       | R・クレメンスR・ゲドマンB・バックナーM・バレットW・ボッグスS・オーウェンJ・ライスD・ヘンダーソンD・エバンスD・ベイラー |
| 3                          | 左                         | B・ダウニング              | 右                         | J・キャンデラリアB・ブーンB・グリッチR・ウィルフォングD・デシンセイD・スコー · フィールドB・ダウニングG・ペティスR・ジョーンズR・ジャクソン | 3                        | 一                       | B・バックナー            | 左                       | R・クレメンスR・ゲドマンB・バックナーM・バレットW・ボッグスS・オーウェンJ・ライスD・ヘンダーソンD・エバンスD・ベイラー |
| 4                          | DH                         | R・ジャクソン              | 左                         | J・キャンデラリアB・ブーンB・グリッチR・ウィルフォングD・デシンセイD・スコー · フィールドB・ダウニングG・ペティスR・ジョーンズR・ジャクソン | 4                        | 左                       | J・ライス                | 右                       | R・クレメンスR・ゲドマンB・バックナーM・バレットW・ボッグスS・オーウェンJ・ライスD・ヘンダーソンD・エバンスD・ベイラー |
| 5                          | 三                         | D・デシンセイ              | 右                         | J・キャンデラリアB・ブーンB・グリッチR・ウィルフォングD・デシンセイD・スコー · フィールドB・ダウニングG・ペティスR・ジョーンズR・ジャクソン | 5                        | DH                       | D・ベイラー              | 右                       | R・クレメンスR・ゲドマンB・バックナーM・バレットW・ボッグスS・オーウェンJ・ライスD・ヘンダーソンD・エバンスD・ベイラー |
| 6                          | 遊                         | D・スコーフィールド        | 右                         | J・キャンデラリアB・ブーンB・グリッチR・ウィルフォングD・デシンセイD・スコー · フィールドB・ダウニングG・ペティスR・ジョーンズR・ジャクソン | 6                        | 右                       | D・エバンス              | 右                       | R・クレメンスR・ゲドマンB・バックナーM・バレットW・ボッグスS・オーウェンJ・ライスD・ヘンダーソンD・エバンスD・ベイラー |
| 7                          | 中                         | G・ペティス                | 両                         | J・キャンデラリアB・ブーンB・グリッチR・ウィルフォングD・デシンセイD・スコー · フィールドB・ダウニングG・ペティスR・ジョーンズR・ジャクソン | 7                        | 捕                       | R・ゲドマン              | 左                       | R・クレメンスR・ゲドマンB・バックナーM・バレットW・ボッグスS・オーウェンJ・ライスD・ヘンダーソンD・エバンスD・ベイラー |
| 8                          | 一                         | B・グリッチ                | 右                         | J・キャンデラリアB・ブーンB・グリッチR・ウィルフォングD・デシンセイD・スコー · フィールドB・ダウニングG・ペティスR・ジョーンズR・ジャクソン | 8                        | 中                       | D・ヘンダーソン          | 右                       | R・クレメンスR・ゲドマンB・バックナーM・バレットW・ボッグスS・オーウェンJ・ライスD・ヘンダーソンD・エバンスD・ベイラー |
| 9                          | 捕                         | B・ブーン                  | 右                         | J・キャンデラリアB・ブーンB・グリッチR・ウィルフォングD・デシンセイD・スコー · フィールドB・ダウニングG・ペティスR・ジョーンズR・ジャクソン | 9                        | 遊                       | S・オーウェン            | 両                       | R・クレメンスR・ゲドマンB・バックナーM・バレットW・ボッグスS・オーウェンJ・ライスD・ヘンダーソンD・エバンスD・ベイラー |
| 先発投手                   | 先発投手                   | 先発投手                   | 投球                       | J・キャンデラリアB・ブーンB・グリッチR・ウィルフォングD・デシンセイD・スコー · フィールドB・ダウニングG・ペティスR・ジョーンズR・ジャクソン | 先発投手                 | 先発投手                 | 先発投手                 | 投球                     | R・クレメンスR・ゲドマンB・バックナーM・バレットW・ボッグスS・オーウェンJ・ライスD・ヘンダーソンD・エバンスD・ベイラー |
| J・キャンデラリア          | J・キャンデラリア          | J・キャンデラリア          | 左                         | J・キャンデラリアB・ブーンB・グリッチR・ウィルフォングD・デシンセイD・スコー · フィールドB・ダウニングG・ペティスR・ジョーンズR・ジャクソン | R・クレメンス            | R・クレメンス            | R・クレメンス            | 右                       | R・クレメンスR・ゲドマンB・バックナーM・バレットW・ボッグスS・オーウェンJ・ライスD・ヘンダーソンD・エバンスD・ベイラー |

## 評価
『ハードボール・タイムズ』のクリス・ジャフは2011年10月、歴代のポストシーズン各シリーズについて、面白さの数値化を試みた。「1点差試合は3ポイント、1－0の試合ならさらに1ポイント」「サヨナラゲームは10ポイント、サヨナラが本塁打によるものならさらに5ポイント」「7試合制のシリーズが最終戦までもつれれば15ポイント」などというように、試合経過やシリーズの展開が一定の条件を満たすのに応じてポイントを付与することで、主観的ではなく定量的な評価を行った。その結果、その年の両リーグ優勝決定戦まで全262シリーズの平均が45ポイントのところ、今シリーズは103ポイントを獲得した。これは全シリーズ中15位、リーグ優勝決定戦に限れば9位の高得点だった。